# 速霸陸
速霸陸公司（日语：株式会社SUBARU）舊名為富士重工業，是日本重工業製造商之一，產品範圍涵蓋航空太空、交通運輸、汽車、工業設備等。2017年4月起更名為與其汽車品牌同名的速霸陸（SUBARU），以強調該公司對汽車產業的重視。

## 發展沿革

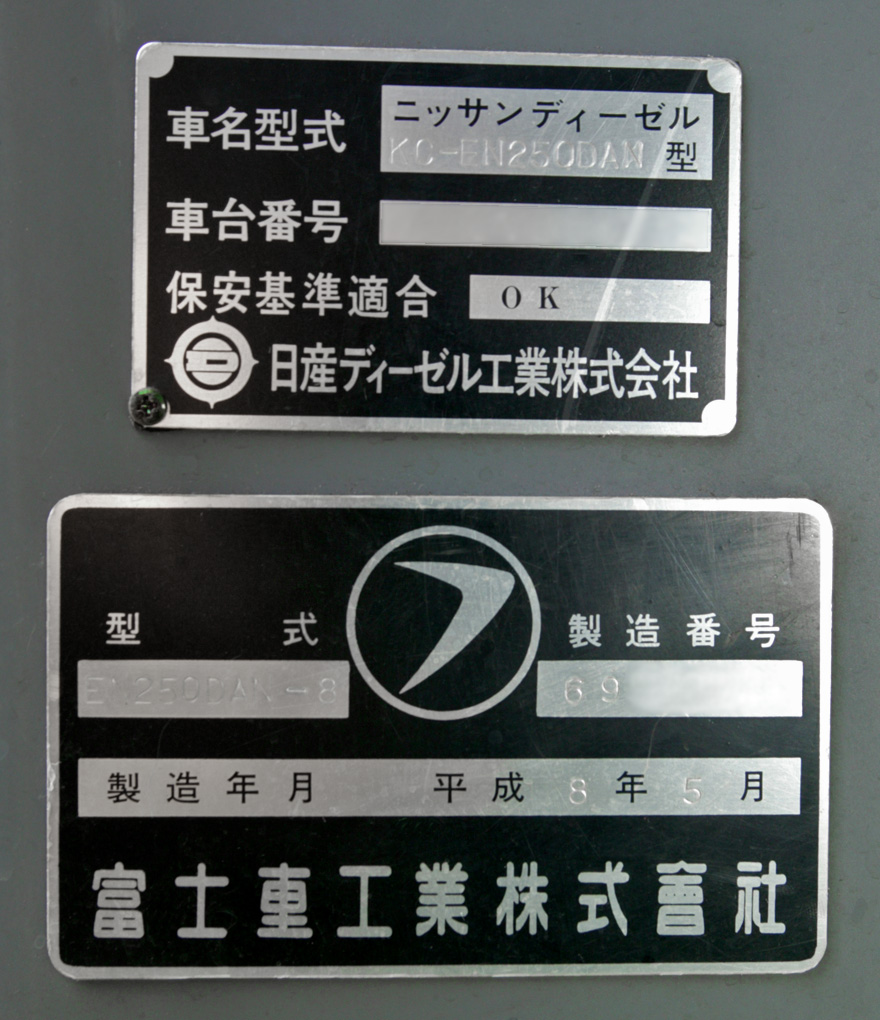
富士重工業組裝的大客車車內銘板（下）

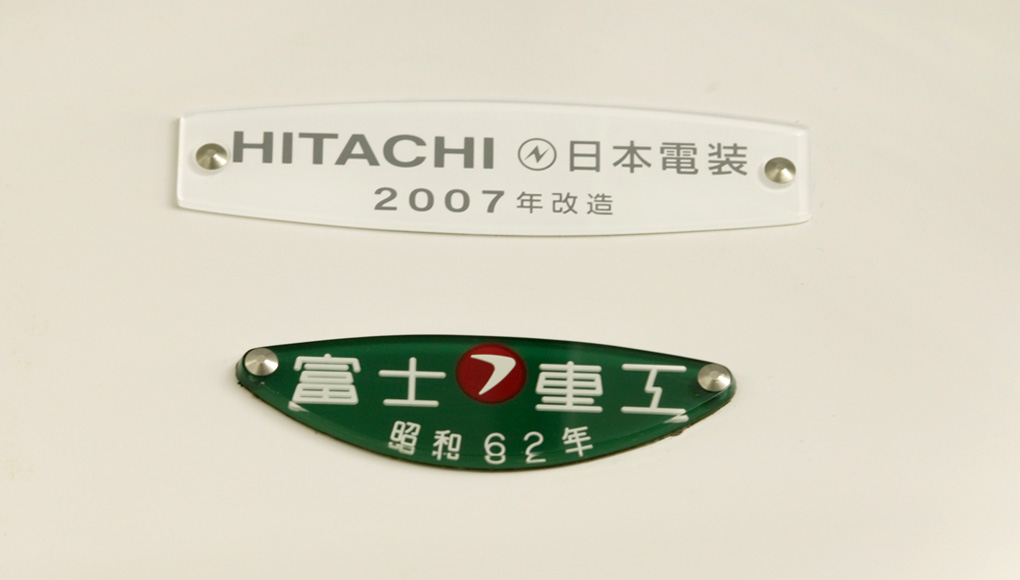
東武鐵道9000系電車的車內銘板（下）

1917年（大正6年）12月21日中島知久平自大日本帝國海軍退役後，回到故鄉群馬縣新田郡尾島町（今群馬縣太田市）和親兄弟中島喜代一、中島乙未平等人設立「飛機研究所」（（日語）飛行機研究所），是為日本第二家民營飛機製造商。1919年易名為中島飛機製作所，後來在第二次世界大戰期間研發製造出許多戰鬥機、偵察機、轟炸機等。日本投降後，1945年8月先易名成富士產業株式會社，12月駐日盟軍總司令部（GHQ）下令解散，共拆分成12家公司。這些由各地工廠轉型的12家公司被GHQ禁止從事軍需相關產業，為了餬口度日，各公司轉進汽車修理、自行車、曳引機等行業，甚至生產鍋碗瓢盆、嬰兒車、收納箱等用具。1946年太田吞龍工廠和武藏野三鷹工廠參考美國鮑威爾公司（（英文）Powell Motor Company）開發出「兔子速克達」（（日語）ラビットスクーター），1949年開發日本第一輛單體結構的巴士。兔子速克達受到市場的歡迎，甚至曾外銷美國，直到1968年才停產。
1950年6月25日爆發韓戰，為此GHQ對日本的佔領政策不變。直至1952年4月28日《舊金山和約》生效後，富士工業（太田吞龍工廠和武藏野三鷹工廠）、富士汽車工業（伊勢崎工廠）等二家公司積極運作其他公司，1952年（昭和27年）12月加上東京富士產業（本社）、大宮富士工業（大宮工廠）等共四家公司初步同意合併。在此同時，1953年保安廳（今防衛省）編列預算擬採購教練機，獲得美國比奇飛機公司授權在日本生產T-34教練機，國內各家飛機製造商莫不摩拳擦掌，也間接加速促成原中島飛機各工廠的合併。1953年5月轉型成製造鐵路車輛的宇都宮車輛（宇都宮工廠）決定加入合併，於是同年7月15日五家合併成立以製造飛機為事業目標的富士重工業株式會社。當時富士重工業資本額為8億3千50萬日圓，員工人數共5,643名。
原中島飛機的引擎生產重地東京荻窪工廠與濱松工廠改組成「富士精密工業」，1950年與多摩電力汽車（（日語）たま電気自動車）簽訂契約供應汽油引擎。不過富士精密工業股東之一日本興業銀行（瑞穗金融集團前身）並不贊成富士精密工業和多摩汽車的合作案；多摩汽車大股東石橋正二郎（普利司通輪胎創辦人）遂買下其持股，並當上富士精密工業董事會會長。日後兩家公司併成王子汽車，1966年8月1日該公司又與日產汽車合併。1966年（昭和41年），為了將每張股票面額自500日圓改成50日圓，富士重工業吸收合併東邦化學。
在汽車製造業務方面，1954年開發試作了代號「P-1」的次緊湊型轎車，並經由首任社長北謙治命名為「速霸陸（（日語）スバル）」，可惜因故未能正式上市。富士重工業毫不氣餒，1958年在工程師百瀨晉六的領導下開發出速霸陸360，由於彼時國民所得逐漸增加，這部被車迷暱稱為「瓢蟲（（日語）てんとう虫）」的輕型車推出後一炮而紅，總計約生產了39萬2千部，奠定了該公司在汽車業立足的基礎。由於日本首相佐藤榮作下令整合國內汽車產業，1968年日產汽車取得富士重工業20%股權。
1970年代初期發表速霸陸Leone，並正式外銷至北美洲市場。縱使遭遇石油危機、廢氣排放標準等事件，但是當時日圓走跌反而使車款價格低廉，在該市場比其他日系對手賣得更好。70年代中期開始，逐漸將銷售網擴及到南美洲、大洋洲、中東地區、歐洲等市場，使得年度產能從10萬輛躍升至20萬輛。但是1985年9月22日廣場協議生效後日圓大幅升值，該公司在北美市場的銷售反顯疲弱。1987年該公司和五十鈴汽車在印第安那州拉斐特合資建造「速霸陸五十鈴汽車廠（今改稱速霸陸印第安納汽車公司〔Subaru of Indiana Automotive, Inc.〕）」，雙方以換牌生產的方式互相補足產品陣容，譬如第三代Leone五門旅行車換牌成五十鈴Geminett II、第一代Legacy四門轎車換牌成五十鈴Aska CX、五十鈴Trooper（日規名稱五十鈴Bighorn）則換牌成速霸陸Bighorn等。由於缺乏具有產品力的主力車款，加上以該公司的規模和其他競爭對手相較，無法有效降低製造成本，造成1989年的營業赤字竟高達3百億日圓。幸虧該公司力圖振作，導入開發主管制度以進行大規模的組織改革活動，推出的第一代Legacy不論在日本或北美洲市場皆取得銷售佳績；加上順逢「泡沫經濟」時期順利取得資金調度週轉，得以繼續經營。
1990年上任的第七任社長川合勇積極地削減製造成本，並以新推出的Impreza進軍世界拉力錦標賽，提升品牌形象。可惜1990年代初期經濟泡沫破裂，日產汽車陷入經營困頓，於是在2000年4月決定將富士重工業的約20%持股全數出清給美國通用汽車。在後者的主導下，富士重工業曾換牌生產紳寶9-2X，同屬通用集團的歐寶汽車也換牌生產速霸陸Traviq等車款。隨著通用汽車的財務出現問題，原本手中握有富士重工業20%的股權，2005年（平成17年）10月5日決定悉數拋售，豐田汽車取得8.7%股權，正式入主富士重工業。因此，速霸陸輕型車的零件部品供應商從原來屬於通用汽車集團的鈴木汽車，變成同屬豐田汽車集團的大發工業。
豐田汽車一躍成為富士重工業的大股東後，實施一連串的改造計劃。首先2008年（平成20年）4月10日富士重工業宣布不再自行開發製造輕型車，2012年（平成24年）2月以降改以大發工業的輕型車款換牌上市，諸如速霸陸Pleo、速霸陸Pleo Plus等車款。此外本著集團資源共享的前提，豐田汽車和富士重工業分別推出四人座雙門跑車豐田86、賽揚FR-S、速霸陸BRZ，而這些兄弟車皆在富士重工業的群馬工廠製造。
富士重工業原先位於東京都新宿區的總部大樓（（日語）新宿スバルビル）日漸老舊，2010年（平成22年）8月30日遂決定出售給小田急電鐵，另在澀谷區惠比壽新建大樓；2014年完成遷入。2013年1月31日，富士重工業發生未將國家提供的機器人開發補助金用於正當用途之情事，經濟產業省決定停止補助，並要求富士重工業必須退還8億250萬日圓補助金給經濟產業省、新能源產業技術綜合開發機構等機關。
2016年8月9日，富士重工業聲明，全數拋售所持有的鈴木公司之股份578萬股（占比為1.18%）；至於鈴木則在8月8日拋售其持有的富士重工業的1,369萬股（占比1.75%）。由於1990年代美國通用汽車集團分別擁有富士重工業、鈴木及五十鈴汽車的股權，基於集團資源共享的原則，早在1999年12月雙方便開始合作關係，以第二代鈴木Cultus為基礎發展第二代速霸陸Justy，委託鈴木位在匈牙利的工廠馬札爾鈴木公司製造供應。2005年豐田汽車入主富士重工業，2009年鈴木開始和福斯汽車合作，雙方越行越遠。2015年6月東京證券交易所通過「企業管理方針」的新規定，要求企業提供交叉持股的合理解釋；加上近年來鈴木的整體營收下滑，導致富士重工業決定出售手中的鈴木股票。
2017年4月1日，富士重工業更名為速霸陸公司。為了將資源集中在汽車產業，2017年10月2日速霸陸宣佈，大宮工廠全面停產建設用機器、工業機器及農業機器的通用引擎及發電機，售後服務則委託關係企業產業機器公司負責。

### 再度生產飛機
1953年（昭和28年）9月富士重工業與美國比奇飛機公司簽約，授權生產T-34教練機；1955年（昭和30年）10月完成第一架國產1號機，交予防衛廳（今防衛省）使用。接著在1957年（昭和32年）11月成功開發出第二次世界大戰後首度由日本自行研發的軍用機T-1教練機（初鷹），至1963年為止共製造了66架給防衛廳。1962年起獲得美國貝爾直升機公司授權製造UH-1B直升機，供給陸上自衛隊使用；至1972年為止共生產90架。此外，該公司改良UH-1H型，陸上自衛隊命名為UH-1J型。1965年8月民用輕型飛機FA-200 Aero Subaru試飛成功，翌年10月開始量產發售。因為採用低翼式機體設計，在低速飛行時相當平穩而獲得好評，共製造了298架。
富士重工業也參與了YS-11螺旋槳民航機的開發行列，主要負責主翼及尾翼的部分。也由於這樣的經驗，1973年（昭和48年）12月獲得美國波音公司旗下波音民用飛機集團的青睞，供應波音747的零件；甚至在1974年參加新世代客機波音767的國際共同開發計劃。1974年富士重工業和美國羅克韋爾公司共同攜手，開發FA-300雙螺旋槳7人座商務客機，並1975年11月試飛成功，1977年開始上市。可惜羅克韋爾公司將飛機生產部門出售，最終FA-300僅製造了42架。
1978年（昭和53年）1月17日T-3教練機試飛成功，接著3月開始量產，共製造出50架。1990年起富士重工業、川崎重工業、三菱重工業等共同參與波音777的開發製造行列，其中中央機翼的部分由該公司負責。2002年6月投入空中巴士A380的開發計劃，負責垂直尾翼前緣及翼端、整流罩等部分；同年7月9日T-3改教練機試飛成功，2003年4月所生產的T-7教練機獲得航空自衛隊採用。2005年該公司另投入波音787廣體飛機的開發計劃，2008年起派遣4名技術人員參加三菱支線噴射機的設計工作。至於在太空載具設備方面，富士重工業也參與了包括H-IIA運載火箭、小型人造衛星等主要元件的製造。

## 歷任社長
| 姓名       | 在任時間              | 備考 |
| ---------- | --------------------- | --- |
| 北謙治     | 1953年7月至1956年7月  | 他也是金融公庫（日本興業銀行）前身的理事，他将昴宿星團的「昴（（日語）すばる）」做為汽車品牌的Logo，任內開發的速霸陸1500因故遭到阻撓，未能正式上市。                                                                                                   |
| 吉田孝雄   | 1956年7月至1963年5月  | 曾任中島飛機小泉製作所所長，任內開發了T-1教練機。 |
| 橫田信夫   | 1963年5月至1970年5月  | 電電公社副總裁出神，对于飛機、汽車製造業一无所知，其任内和該公司主要往來銀行日本興業銀行（今瑞穗銀行）行長中山素平靠攏，被譏為「金融界的鞍馬天狗」，也種下日後興斯巴鲁内部銀派和日產派相互傾軋的導火線。                                               |
| 大原榮一   | 1970年5月至1978年10月 | 日本興業銀行出身，任內期间放棄與三菱汽車、五十鈴汽車等的合作關係，改投合作日產汽車；任内推出了速霸陸ff-1 1300G、速霸陸Leone、速霸陸Rex等。 |
| 佐佐木定道 | 1978年10月至1985年6月 | 日產汽車公司出身，他任内期间将整家公司的路线改为倾向技術。 |
| 田島敏弘   | 1985年6月至1990年6月  | 出身自日本興業銀行的社長，任內推出了速霸陸Legacy，並且和五十鈴汽車在美國印第安那州拉斐特合資成立「速霸陸五十鈴汽車廠」（2002年12月起改稱速霸陸印第安納汽車公司〔Subaru of Indiana Automotive, Inc.〕）。                                               |
| 川合勇     | 1990年6月至1996年6月  | 日產柴油工業（日產汽車子公司）出身的社長，1998年12月1日因為涉嫌在1996年向海上自衛隊的防衛廳政務次官中島洋次郎（富士重工業前身中島飛機創辦人中島知久平之孫）行賄，而遭到日本警方逮捕。                                                                  |
| 田中毅     | 1996年6月至2001年6月  | 日產汽車出身，任內推出速霸陸Forester等。 |
| 竹中恭二   | 2001年6月至2006年6月  | 自第二任社長吉田孝雄以來，他是时隔38年第一个来自斯巴鲁内部的社长。 |
| 森郁夫     | 2006年6月至2011年6月  | 豐田汽車對該公司的持股比例從9.5%升至16.61%，繼續成為最大股東；並且推出速霸陸Stella、速霸陸Pleo、速霸陸Lucra、速霸陸Exiga、速霸陸XV等車款。 |
| 吉永泰之   | 2011年6月至2018年6月  | 2013年3月創下全球共出售72萬4千輛汽車的新高紀錄，而这是不含營業毛利、淨利的，創下該公司史上的新高。任內推出速霸陸Levorg等車款，並自速霸陸Impreza中獨立出速霸陸WRX一系。2017年4月1日公司更名成速霸陸公司，2018年6月5日由於產品數據造假，召開記者會道歉。 |
| 中村知美   | 2018年6月至2023年6月  | |
| 大崎篤     | 2018年6月迄今         | |

## 旗下部門

### 速霸陸汽車部門
- 群馬製作所（群馬縣太田市）
- 群馬製作所矢島工廠（群馬縣太田市）
- 群馬製作所太田北工廠（群馬縣太田市）
- 群馬製作所大泉工廠（群馬縣邑樂郡）

### 航空宇宙部門
- 宇都宮製作所（栃木縣宇都宮市）
- 宇都宮製作所半田工廠（愛知縣半田市）
- 宇都宮製作所半田西工廠（愛知縣半田市）

### 產業機器部門
- 埼玉製作所（埼玉縣北本市）

### 環境技術部門
- Eco宇都宮工廠（栃木縣宇都宮市）：專門生產鐵路車輛、垃圾車「Fujimighty（日语：フジマイティー）」（（日語）フジマイティー）[17]等特殊車輛。

### 住宅事業部門
- 伊勢崎事業所（群馬縣伊勢崎市）

### 海外關係企業
- Subaru of America, Inc.
- Fuji Heavy Industries U.S.A., Inc.
- Subaru Research & Development, Inc.
- 速霸陸印第安納汽車公司
- Subaru Canada, Inc.
- Subaru Industrial Power Products
- Subaru Europe N.V./S.A.
- Subaru Italia S.p.A.
- N.V. Subaru Benelux
- Subaru Vehicle Distribution B.V.
- Robin Europe GmbH Industrial Engine & Equipment
- 斯巴魯汽車（中國）有限公司
- 富士重工業技術（北京）有限公司
- 斯巴魯動機械（上海）有限公司
- 常州富士常柴羅賓汽油機有限公司
- 斯巴魯汽車（香港）有限公司
- Fuji Heavy Industries（Singapore）Pte.Ltd.
- 台灣速霸陸股份有限公司

## 主要產品

### 汽車

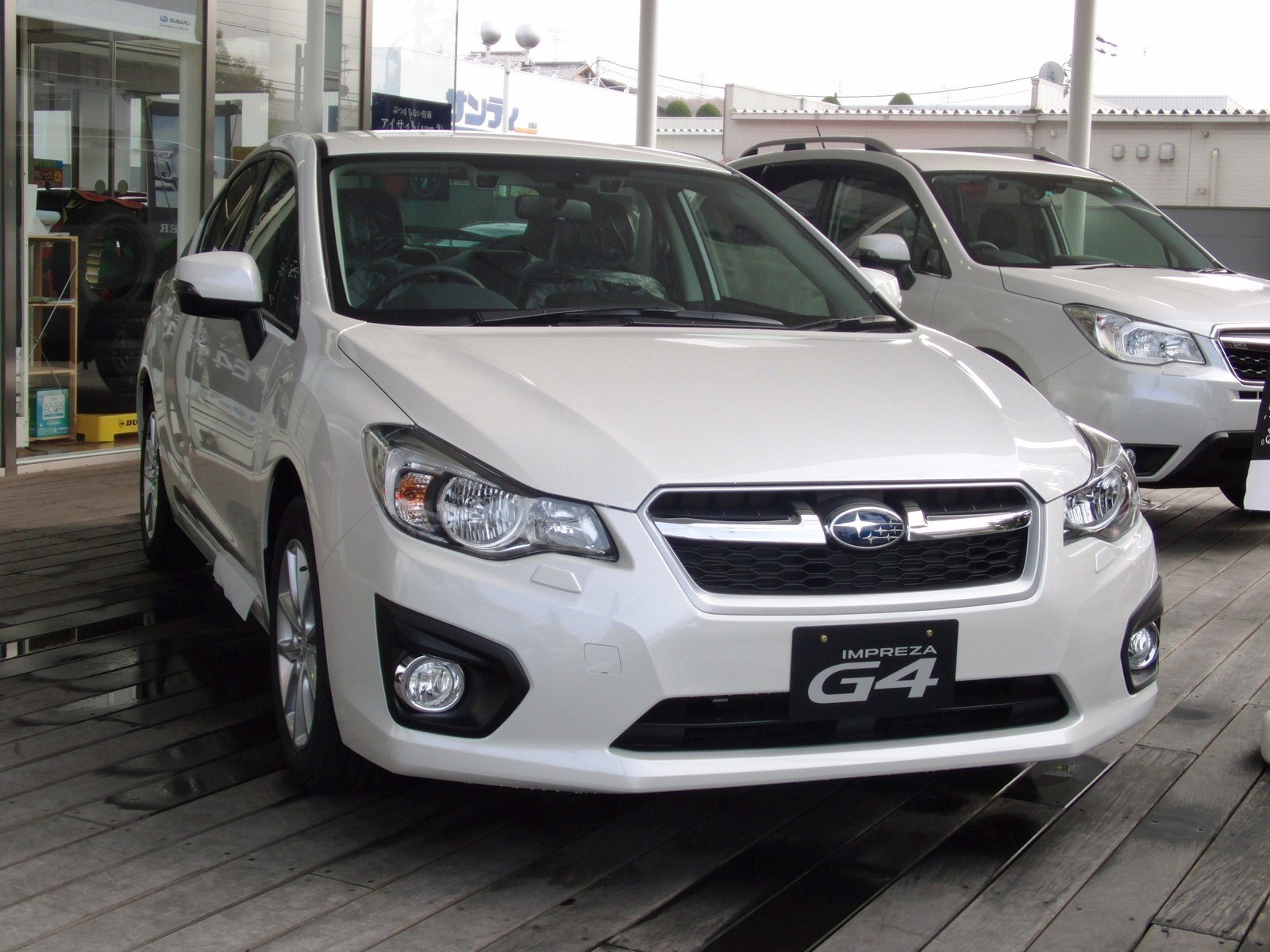
第四代Impreza

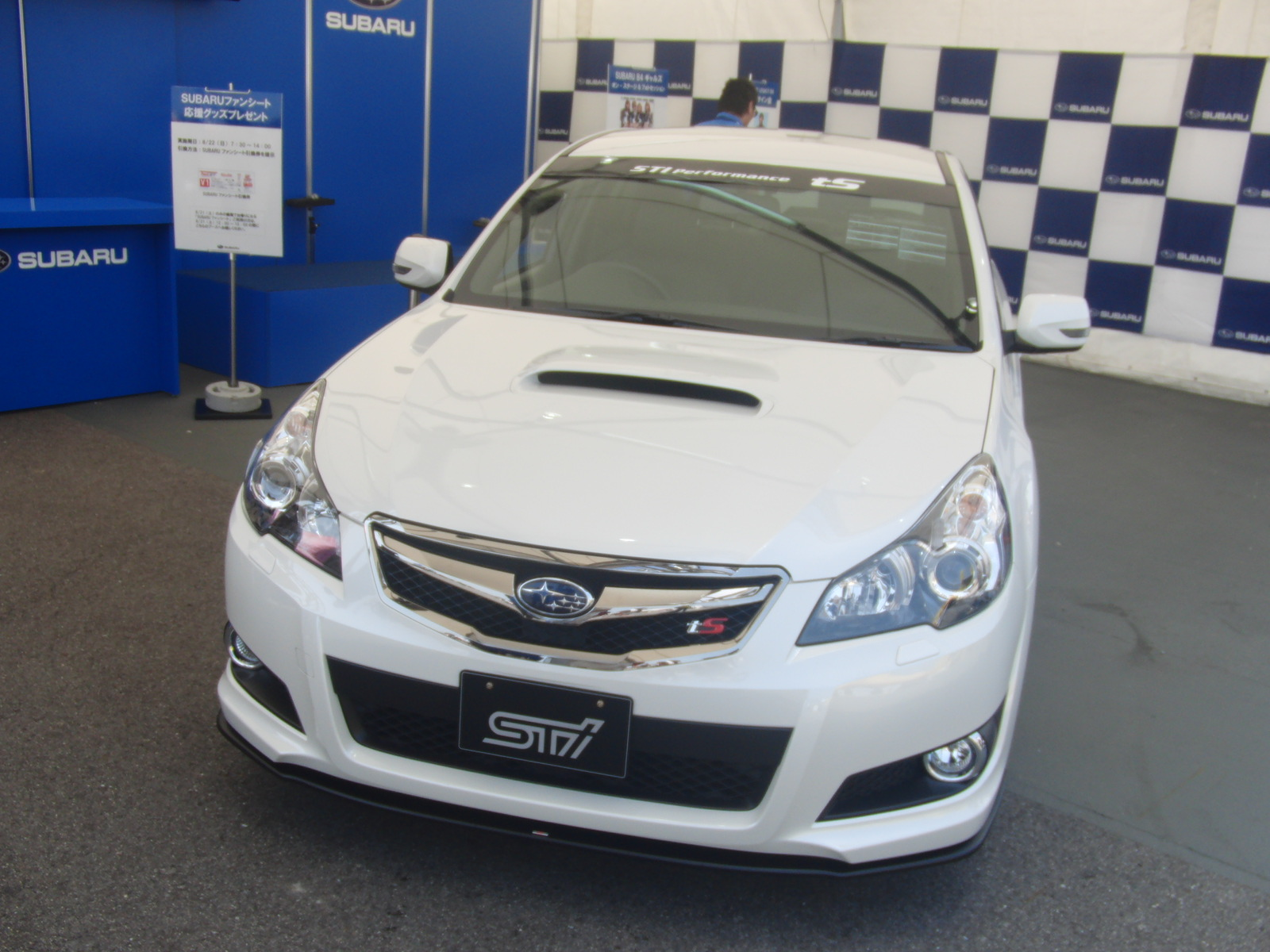
第五代Legacy B4 tS

- 速霸陸Sambar：2012年第七代起改以大發Hijet（日语：ダイハツ・ハイゼット）作原型車。
- 速霸陸Legacy
- 速霸陸Impreza
- 速霸陸Outback
- 速霸陸Forester
- 速霸陸Pleo：第二代的原型車是大發Mira（日语：ダイハツ・ミラ）。
- 速霸陸Pleo Plus
- 速霸陸Tribeca
- 速霸陸Stella：第二代的原型車是大發Move。
- 速霸陸Exiga
- 速霸陸XV
- 速霸陸Trezia
- 速霸陸Lucra
- 速霸陸BRZ

### 航空

#### 軍用
- J/AQM-1 無人標靶機
- FFOS遙控觀測系統（日语：遠隔操縦観測システム）
- 飛行模擬器

##### 授權生產
- T-34教練機（比奇飛機公司）
  - LM-1/2通信聯絡機
  - KM-2教練機/TL-1通信聯絡教練機
  - T-3教練機
  - T-5教練機
  - T-7教練機
- UH-1B/H/J直升機（貝爾直升機公司）
- UH-X直升機（貝爾直升機公司）
- AH-1S眼鏡蛇直升機（貝爾直升機公司）
- AH-64D阿帕契直升機（波音）
- 愛國者飛彈（雷神公司）

##### 分擔生產
- F-2戰鬥機：主翼、尾翼等。
- T-4教練機：主翼、尾翼、座艙罩等。
- 川崎OH-1偵查直升機：尾翼、座艙罩等。
- US-1A改救難飛行艇：主翼、尾翼、引擎機艙等。
- P-3獵戶座海上巡邏機：授權生產主翼。
- U-125搜索救難機：配件等。

#### 民用
- FA-200 Aero Subaru民用輕型飛機
- FA-300商務噴射機
- 飛行模擬器
- FFOS遠隔操縱觀測系統：該公司也曾發售民用版的「RPH-2型」。

##### 分擔生產
- 波音737：昇降舵。
- 波音747：副翼、擾流板等。
- 波音757：外側襟翼。
- 波音767：翼身整流罩、起落架門扉等。
- 波音777：參與共同開發，主翼、翼身整流罩、起落架門扉等。
- 波音787：參與共同開發，主翼等。
- 空中巴士A380：垂直尾翼構造。
- 霍克Horizon M4000：主翼系統[18]。
- 貝爾·奧古斯塔偉士蘭AW609傾轉旋翼機：機體構造開發。
- 日蝕500：主翼。
- Dash 8

##### 授權生產
- 貝爾204B
- 貝爾205B

##### 太空載具
- H-IIA運載火箭
- 背負式衛星
- 人工衛星

### 產業機械
富士重工業以「羅賓」（日语：ロビン）為品牌名稱，開發生產泛用型發動機、發電機、幫浦、雪上摩托車、卡丁車引擎、照明裝置等產品。生產工廠分別設於中國及美國，其中泛用型發動機在全球的市佔率排名第4。

### 房屋住宅
過去富士重工業曾生產小型裝配式住宅，並透過賽席爾公司以郵購的方式銷售。

## 以前的產品

### 輕型三輪車
- 富士工業曾推出輕型三輪車，名為「Dynaster」（ダイナスター），1950年代由大宮富士工業製造，在摩托車後方加裝可以載貨的車斗，符合戰後民生需求的產物[19]。

### 二輪車
- Hurricane（ハリケーン）：由富士工業開發製造，1954年上市時原名「KingDyna」（キングダイナ），原廠代號T91型，配置排氣量250c.c.的引擎；兩年後改良版的T92型問世並更名成「Hurricane」，直到1957年停產。此款摩托車目前在日本的數量稀少，相當罕見[20]。

### 巴士車身
群馬縣伊勢崎工廠在1947年起製造輕量化的巴士車體，接著1949年仿效美國製巴士，獨自開發出日本汽車史上第一輛後置引擎、無框架單體結構（或稱應力外皮結構）的巴士，稱為「富士號（ふじ号，富士TR014X-2）」。後來，日本國內主要的大型巴士製造商有四家，以日產柴油工業（今UD卡車）為中心，皆是富士重工業的主要客戶。但是這些客戶逐漸將車身委託底盤製造廠（大部分是客戶的子公司）內製化，巴士車體的需求量大減；加上1998年三菱扶桑和日野汽車陸續退出巴士製造的市場，1999年五十鈴汽車停止供應底盤，日產柴油更在2002年1月轉單給西日本車體工業，同年5月富士重工業判斷此業務難以延續，遂忍痛停止伊勢崎工廠的巴士車體業務。此外，該公司企劃、製造的Asterope系列、雙節公車等業務也在2000年結束。後來該公司另成立速霸陸客製工房（スバルカスタマイズ工房，今桐生工業伊勢崎工廠），從事售後服務、維修保養等業務。

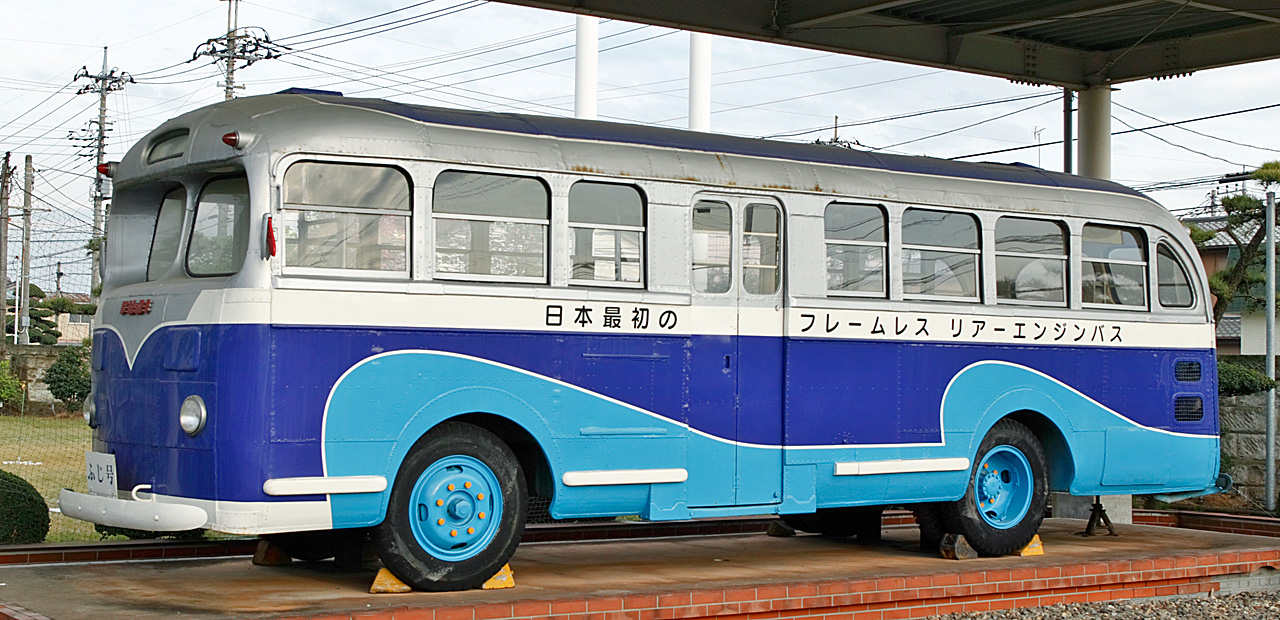
富士號

- 主要產品計有：
- R13
  - 13
  - 3A/3B/3D/3E
  - R1/R2
- R14
  - 14
  - 4B/4E
- R15
  - 5B/5E
  - R1/R2/R3
  - HD1/HD2/HD3
- R16
  - 6B/6E
  - H1
- R17
  - 7B/7E
  - 7HD
  - 7S
- R18
  - 8B/8E
- R21
  - 1M/1S

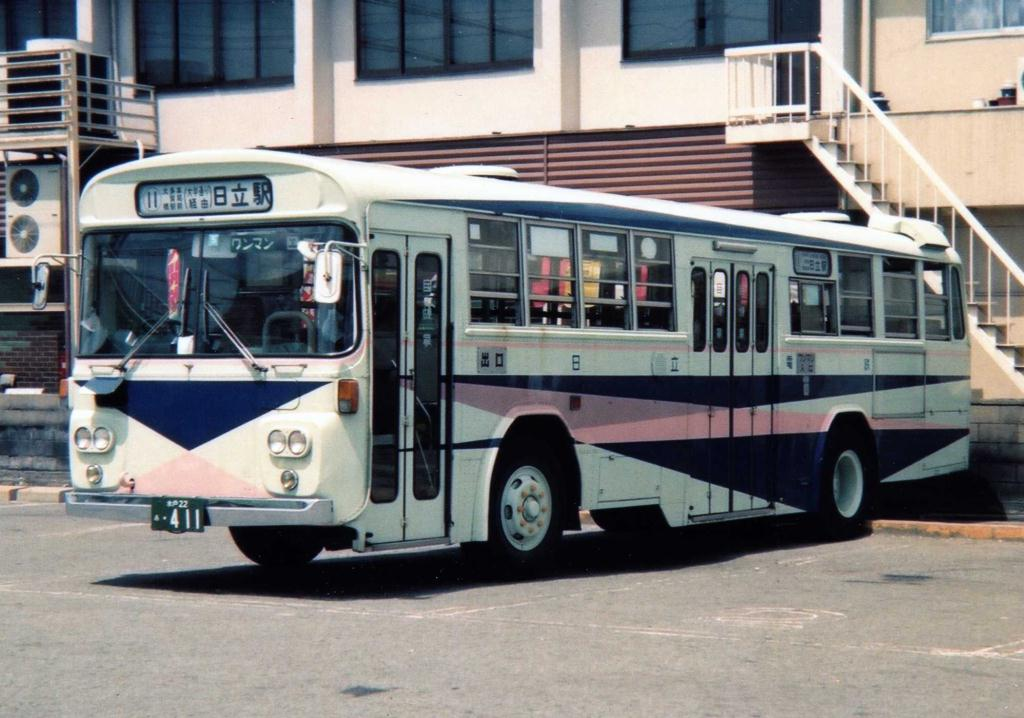
3E 日產柴油 K-U31L
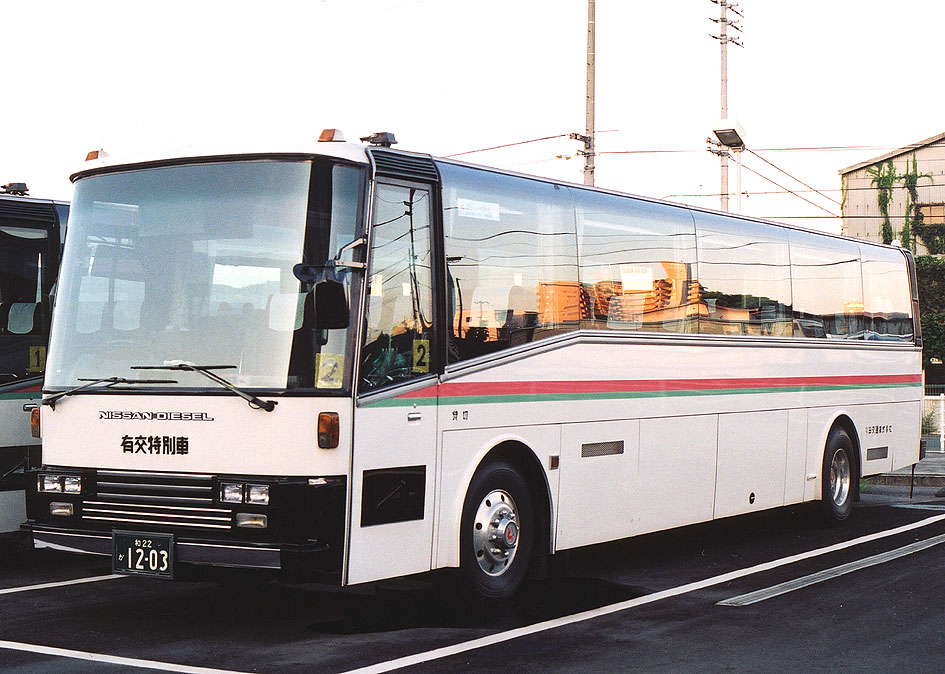
R3 日產柴油 P-RA52T
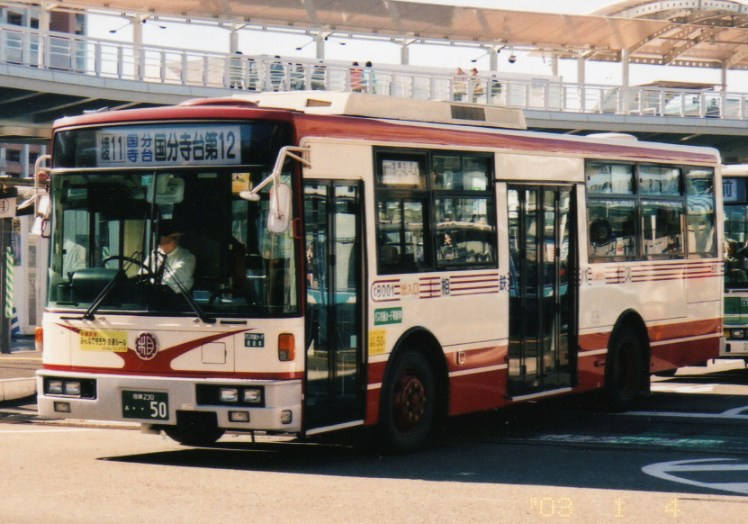
7E 日產柴油 KL-UA252KAN
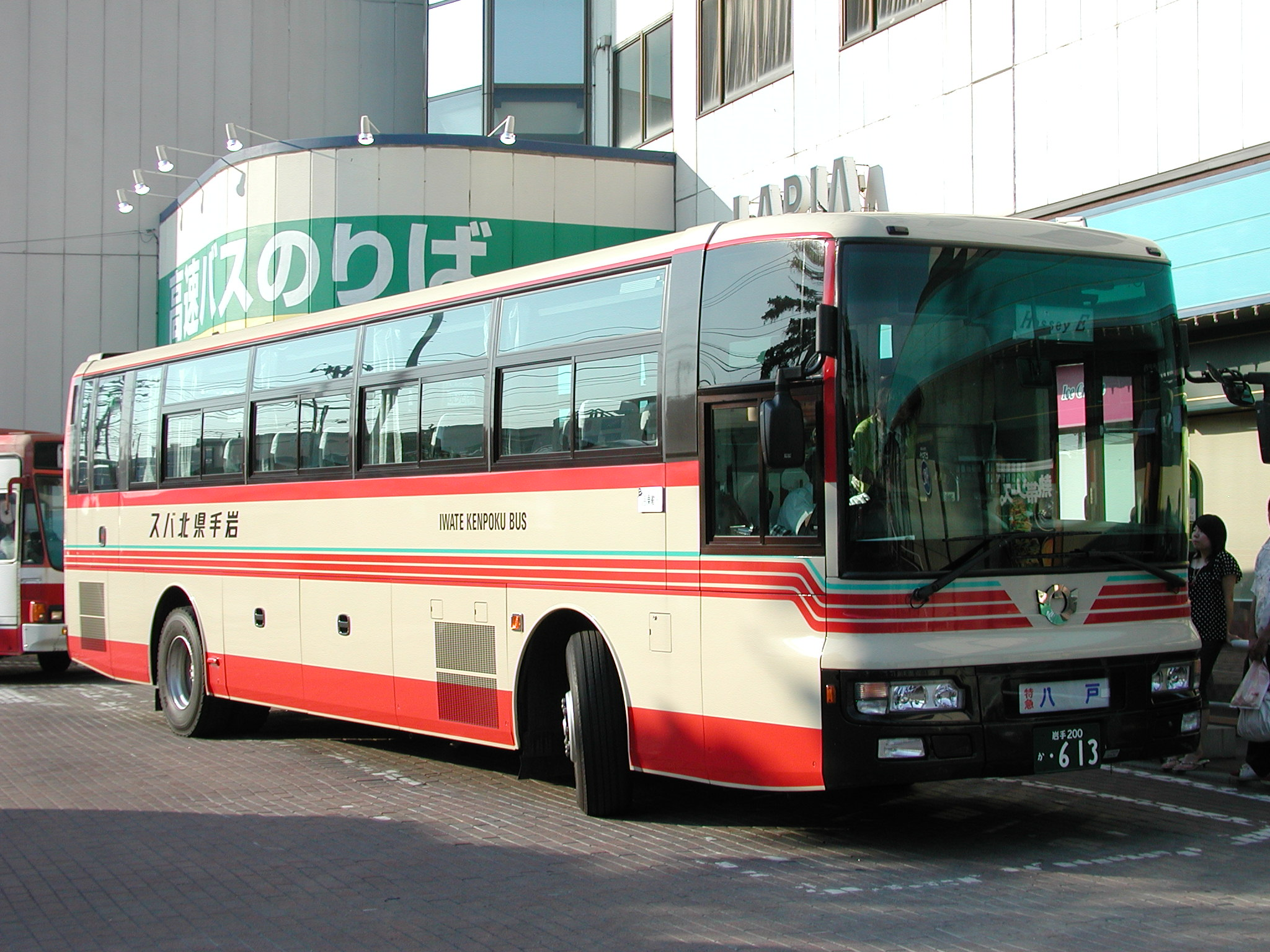
1M 日產柴油 Space Arrow

### 鐵道車輛
從1950年代起，富士重工業為日本國鐵、JR集團以及私鐵、第三部門鐵道等各鐵道事業體承造各種鐵道車輛，臺灣鐵路管理局亦有部分對號快車車廂由該廠生產。但因訂單數量日漸下滑，富士重工業於2002年決定終止其栃木縣宇都宮市的鐵道車輛生產工廠，2003年由新潟運輸系統（新潟トランシス）接手其鐵道車輛事業部門。

## 外部連結
- （日語）日文官方網站 （页面存档备份，存于）
- （英文）英文官方網站 （页面存档备份，存于）